# Język liabuku
Język liabuku – język austronezyjski używany w prowincji Celebes Południowo-Wschodni w Indonezji. Według danych szacunkowych z 2004 r. posługuje się nim 75–100 osób.
Jego użytkownicy zamieszkują niewielki fragment wyspy Buton, 12 km na północ od Bau-Bau. Wieś Liabuku jest zrożnicowana etnicznie.
Jest silnie zagrożony wymarciem, gdyż posługują się nim tylko osoby w podeszłym wieku (według doniesień z pocz. XXI w.). Młodsze grupy wiekowe mają co najwyżej ograniczoną (bierną) znajomość liabuku. W społeczności powszechna jest wielojęzyczność. Dominujące języki wsi Liabuku to indonezyjski (język narodowy) i wolio (znaczący język regionalny).
Nie został bliżej poznany przez lingwistów. Istnienie tego języka stwierdzono dopiero w latach 80. XX w. 